# هايدكي موري
هايدكي موري (باليابانية: 森秀樹؛ بالكانا: もり ひでき) هو مانغاكا ياباني، ولد في 3 أبريل 1961 في يوناغو في اليابان.

## روابط خارجية
- هايدكي موري على موقع ANN person (الإنجليزية)